# Pierre-Joseph Cambon
Pierre-Joseph Cambon, född 10 juni 1756 i Montpellier, död 15 februari 1820 i Saint-Josse-ten-Noode, var en fransk politiker.
Cambon var ursprungligen affärsman. Politiskt intresserad blev Cambon president i Montpelliers jakobinklubb och invaldes 1791 i lagstiftande församlingen, och 1792 i konventet. Vid inrättandet av välfärdsutskottet 1793 blev han en av dess första medlemmar. Sin viktigaste insats gjorde han dock i finanskommittén såsom en av franska revolutionens ekonomiskt mest sakkunniga politiker. Hänsyn till ekonomiska faktorer spelade en stor roll i Cambons politik; och därför var det statsfinansiella skäl, som betingade hans arbete på skilsmässa mellan stat och kyrka och beslagtagandet av den senares egendomar. Cambon tillhörde jakobinernas parti men var ingen ytterlighetsman och motarbetade såväl girondisternas våldsamma störtande som reaktionen mot skräckväldets koryféer. Efter 1795 spelade han inte någon politisk roll. Cambon landsförvisades 1816 som kungamördare och avled i Belgien.